# 木卫四十八
木衛四十八（希玲）是环绕木星运行的一颗卫星，其英文名稱為「Cyllene」。它是在2003年被夏威夷大學由斯科特·謝潑德領導的團隊發現的，標準的臨時名稱是S/2003 J 13。

## 概述
木衛四十八（S/2003 J 13）是直徑大約為兩公里，質量1.1×1013公斤，軌道平均半徑約為24349000公里，公轉週期737.8天，離心率為0.319 。